# Mortoniodendron guatemalense
Mortoniodendron guatemalense Standl. & Steyerm. – gatunek rośliny należący do podrodziny lipowych (Tilioideae Arnott). Występuje naturalnie w Meksyku oraz Ameryce Centralnej. 

## Rozmieszczenie geograficzne
Rośnie naturalnie w Meksyku oraz Ameryce Centralnej. W Meksyku występuje w stanach Chiapas i Veracruz, a według innych źródeł także w Tabasco oraz Oaxaca. W Ameryce Centralnej został zaobserwowany w takich państwach jak Gwatemala, Nikaragua, Kostaryka oraz Panama. W Gwatemali został odnotowany w departamencie Izabal. 

## Morfologia
PokrójDrzewo dorastające do 30 m wysokości. Pierśnica wynosi do 75 cm. Korona jest nieregularna. Kora ma brązowo jasnoszarawą barwę, łuszczy się w małych, nieregularnych kawałkach. Drewno ma różowy kolor, lecz zmienia barwę na bladokremową im bliżej środka.
LiścieNaprzemianległe, proste. Mają jajowaty, lancetowaty lub podłużnie lancetowaty kształt. Mierzą 12–16 cm długości oraz 3,8–5 cm szerokości. Nasada liścia jest zaokrąglona i silnie asymetryczna. Blaszka liściowa jest całobrzega lub lekko falista na brzegu, o spiczastym wierzchołku. Mają intensywnie zieloną barwę na obu powierzchniach. Są pokryte drobnymi włoskami przy nerwach oraz w ich kątach.
KwiatySą zebrane w krótkie wiechy, rozwijają się w kątach pędów lub na ich szczytach. Mierzą do 7 cm długości. Są gęsto owłosione krótkimi włoskami. Kwiaty są niepozorne, promieniste, mają żółtą lub bladożółtą barwę.
OwoceTorebki o kulistym kształcie. Otwierają się przez 4 zastawki. Są owłosione i mają kawową barwę. Osiągają 1,5–2,5 cm średnicy. Zawierają maksymalnie 8 nasion o jajowatym kształcie i czarnej barwie, z centralnym zagłębieniem, mierzą 0,8 cm długości oraz 0,5 cm szerokości.

## Biologia i ekologia
Rośnie w wysokich i średnich wiecznie zielonych lasach. Kwitnie od czerwca do sierpnia, natomiast owoce dojrzewają od czerwca do listopada. 
Znany tylko z meksykańskiego stanu Veracruz gatunek chrząszcza Loncophorus angusticollis żeruje na Mortoniodendron guatemalense, prawdopodobnie przechodząc rozwój w jego nasionach lub pąkach kwiatowych.